# Trzy Erynie
Trzy Erynie (niem. Die drei Erinnyen) – jedna z głównych noweli ksenofobicznego nurtu Ostmarkenliteratur autorstwa niemieckiego pisarza Ericha Fließa, wydana w 1896 w Berlinie (wydawnictwo R. Eckstein).

## Treść
Narratorem utworu jest młody Niemiec, kolonista, podporucznik Kurt Frenzl, odwiedzający trzy Polki, zamieszkałe w majątku Słowikowo: Helczię, Wandę i Pelagyę. Wanda jest białą blondynką, delikatną jak "madonna" - Kurt darzy ją szczególną sympatią. Autor przedstawią Wandę w jak najlepszym świetle, gdyż była ona oczytaną córką Niemki (matka dawno już zmarła). Helczia (młodsza siostra Wandy), opisując matkę, twierdzi, że mimo iż była ona protestantką, to jednak zawsze gorliwie modliła się do Najświętszej Panienki Maryi, pościła i uczestniczyła w odpustach, a na końcu przyjęła ostatnie namaszczenie. Helczia była bardzo pobożna, mawiała My Polki [...] jesteśmy katoliczkami. Nam Ojciec Święty w Rzymie nie pozwala brać sobie drugiego męża [...] Modlimy się do najświętszej Panienki Maryi, a Niemcy nie! Niemki nie chodzą nawet do kościoła. Pelagia reprezentowała typ matrony, chodziła w niezbyt czystych ubraniach, eksponując nadmiernie swoje wdzięki. Fließ sięga do stereotypowego obrazu nurtu Ostmarkenliteratur, przedstawiając polskie kobiety, jako wyznawczynie prostego, bezrefleksyjnego i prymitywnego katolicyzmu, który poddaje miażdżącej, jego zdaniem, krytyce.
Kurt rozczarowany Polakami jest już wcześniej, na dworcu w Poznaniu, a także na docelowej stacji kolejowej, w pobliżu Słowikowa, kiedy to spodziewał się, że wyjedzie po niego powozem jakiś starszy nobliwy szlachcic, gdy tymczasem przybył fiakier w brudnym owczym futrze i w futrzanej czapce [...] o twarzy, która mogła uchodzić za przykład największej ludzkiej durnoty. Kurt miał cichą nadzieję znaleźć w Poznańskiem swą małą, przytulną ojczyznę oraz zostać w przyszłości mężem jakiejś pięknej Polki i zięciem magnata o niebywałym bogactwie. Jednak rzeczywistość Prowincji Poznańskiej okazuje się zupełnie inna, przaśna i przygnębiająca. Kobiety są przeciętne, spiskują przeciw Niemcom, a ich umiejętności gospodarowania są na niebywale niskim poziomie. Niemiec z rozbudzonymi nadziejami przeżywa więc ogromne rozczarowanie. Mylił się, zdaniem narratora, Heinrich Heine, pisząc dziesięciolecia wcześniej: teraz uklęknijcie, albo przynajmniej zdejmijcie kapelusze z głów - mówię o polskich kobietach! Moje myśli biegną ku brzegom Gangesu, szukając najdelikatniejszych i najmilszych kwiatów, do których mógłbym je porównać.